# PDF/X
Unter PDF/X werden verschiedene Normen der ISO zusammengefasst. Diese beschreiben die Eigenschaften von Druckvorlagen als PDF-Dateien, um die vorlagengetreue Übermittlung der Daten aus der Druckvorstufe zum eigentlichen Druck zu ermöglichen. So beschreibt PDF/X-1a die farbgetreue Wiedergabe im CMYK-Farbmodell. Während PDF/X-3 dies auf den RGB-Farbraum unzureichend erweitert, wurde mit PDF/X-4 ein Standard geschaffen, der dem Anspruch an einen möglichst medienneutralen Austausch gerecht wird.

## Eigenschaften
Durch PDF/X wird eine Untermenge des Portable Document Formats (PDF) standardisiert, die den Anforderungen der Drucktechnik an die jeweilige Druckvorlage genügt. Es werden sowohl PDF-Elemente untersagt, die die Vorhersagbarkeit des Druckergebnisses beeinträchtigen können, als auch solche, die sich nicht sinnvoll drucken lassen (z. B. Video und Audio). Zusätzlich werden präzise Angaben vorgeschrieben, die für die Druckerei notwendig sind, z. B. Beschnitt, Farbangaben und verwendete Schriften. Ziel der Normen ist, diverse Probleme beim Austausch von Dateien von DTP- und Grafikprogrammen mit der Druckerei zu vermeiden oder wenigstens zu minimieren.
Die Einhaltung der Anforderungen lässt sich während der gesamten Druckvorbereitung mittels des sogenannten Preflight überprüfen. Damit entspricht das Druckergebnis erheblich zuverlässiger dem gewünschten Layout. So bevorzugt der Medienstandard Druck PDF/X als Datenformat für Proofs, er basiert auf dem in ISO 12647 verankerten Prozess Standard Offset (PSO).
Nicht definiert werden die vom konkreten Druckverfahren abhängigen Qualitätsanforderungen. Beispielsweise unterscheiden sich die Anforderungen im Zeitungsdruck sowohl vom Akzidenzdruck als auch vom hochwertigen Bilderdruck. Die meisten Layout- und einige Textverarbeitungs-Programme bieten einen direkten Export von PDF/X-Dateien. Alternativ kann zunächst in PostScript gedruckt werden, danach lassen sich die Daten mittels Konvertierungsprogrammen wie Adobe Acrobat oder Ghostscript nach PDF bzw. PDF/X wandeln.
Bei der Erstellung der Vorlagen werden verschiedene Aspekte von PDF/X nicht berücksichtigt:
- die zum Verfahren passende Auflösung von Vollton-, Halbton- oder Strichbildern;
- bei verlustbehaftet komprimierten JPEG-Bildern stellen sich mitunter deutlich sichtbare Artefakte ein;
- zu dünne Haarlinien können beim Druck „wegbrechen“, sie sind dann nur noch mit der Messlupe oder gar nicht mehr zu sehen;
- in der PDF-Datei wird ein fehlender Schriftschnitt durch einen anderen, häufig Courier, ersetzt;
- schwarze Schrift oder Linien sind so definiert, dass sie im Druck drei- oder gar vierfarbig aufgebaut werden, vgl. CMYK-Farbmodell.

Auf einige dieser Probleme wird von manchen Programmen schon bei der PDF-Erstellung mit sog. Prüfprofilen in einer „Liste möglicher Probleme“ hingewiesen.
PDF/X definiert Vorschriften vor allem zu folgenden Problembereichen:
- Alle verwendeten Schriften müssen zumindest als Untergruppen eingebunden sein, vgl. dazu Formate von PostScript-Fonts.

### Farbwiedergabe
Farbangaben müssen bestimmten Anforderungen genügen. Die Unterstützung von Lab- und ICC-basierten Farbangaben in PDF/X-3 ermöglicht eine gewisse „Medienneutralität“, d. h. dasselbe Dokument kann theoretisch unter verschiedenen Druckbedingungen mit bestmöglicher Farbdarstellung ausgegeben werden. In der Vergangenheit wurde PDF/X-1 stärker in Amerika adaptiert, während in Europa überwiegend PDF/X-3 propagiert wurde. Heutzutage empfehlen moderne Workflows weltweit PDF/X-4 für unverflachte Druckdaten und PDF/X-1a für verflachte Transparenzen. 
- Eindeutig interpretierbare Farbangaben
  - X-1a: nur CMYK und Sonderfarben
  - X-3: neben CMYK und Sonderfarben sind RGB-, Lab- und ICC-basierte Farbräume zusätzlich erlaubt

### Andere Angaben
Außerdem gibt es weitere Eigenschaften, zu denen die folgenden zählen:
- Vollständigkeit der Daten und Angaben für den Druck
- Ausschluss von unvorhersehbaren Druck-Ergebnissen
- keine Alternativbilder, die auf druckend gesetzt sind
- Seitengröße der beschnittenen Seite (TrimBox) und erforderliche Beschnittzugaben (BleedBox)
- Anschnitt und Endformat müssen definiert sein (BleedBox, TrimBox)
- keine Verwendung von LZW-Kompression
- Notizen und Kommentare sind nur außerhalb des bedruckten Bereichs erlaubt
- kein JavaScript, keine Formularfunktionen
- alle Bilder müssen eingebunden sein (keine OPI-Funktionen, dafür gibt es PDF/X-2)
- keine Verschlüsselung („Sicherheit“), da diese hinderlich ist für Dateien, die von anderen gedruckt werden sollen
- Überfüllung: Es muss angegeben werden, ob die PDF/X-Datei bereits überfüllt wurde oder vom Empfänger gegebenenfalls noch überfüllt werden muss
- Erstellungs- bzw. letztes Änderungsdatum sowie Dokumenttitel und Angaben zum Erzeugungsprogramm müssen vorhanden sein
- keine Seitenbeschreibungsoperatoren, die im PD-Format nicht definiert sind
- Verbot von eingebettetem PostScript
- Ausschluss von Gradationskurven („Transferfunktionen“).
- keine Transparenzen

Im Jahr 2003 wurde PDF/X-3 als ISO 15930-6 in einer revidierten Fassung – als PDF/X-3:2003 bezeichnet – veröffentlicht, wobei im Wesentlichen nur kleinere formale Änderungen vorgenommen wurden. Mit der revidierten Fassung sind jetzt allerdings auch alle PDF/X-1a-Dateien stets gültige PDF/X-3-Dateien.

## Übersicht der Normen
Inzwischen existiert PDF/X in einer Vielzahl von Varianten, die durch eine angehängte Zahl und eine Jahresangabe gekennzeichnet sind. Für jede Variante existiert eine entsprechende Version der ISO-Norm 15930. 
Die Norm ISO 15929 beschreibt die Richtlinien und Prinzipien, nach denen die verschiedenen Teile von  ISO 15930 entwickelt werden:
- ISO 15930-1: PDF/X-1a:2001 beschränkt auf der Basis von PDF 1.3 Farbangaben auf CMYK und Sonderfarben.[2]

- ISO 15930-2: die ursprünglich geplante Fassung von PDF/X-2 ist nie erschienen (siehe Normteil -5).

- ISO 15930-3: PDF/X-3:2002 erweitert auf der Basis von PDF 1.3 den farbkalibrierten Datenaustausch neben CMYK und Sonderfarben auf weitere Farbräume wie z. B., RGB und Lab.[3]

- ISO 15930-4: PDF/X-1a:2003 aktualisiert auf der Basis von PDF 1.4 die PDF/X-1a von 2001. Vor allem werden CMYK und Sonderfarben in jeder Kombination unterstützt.[4]

- ISO 15930-5: PDF/X-2:2003 unterstützt auf der Basis von PDF 1.4 zusätzlich zu eingebetteten Seiteninhalten auch extern referenzierte Seitenelemente und ermöglicht damit OPI-ähnliche Workflows.[5]

- ISO 15930-6: PDF/X-3:2003 auf der Basis von PDF 1.4 aktualisierte Fassung von PDF/X-3:2002.[6]

- ISO 15930-7: PDF/X-4 und PDF/X-4p basieren auf PDF 1.6. Sind alle benötigten Elemente in der Datei enthalten, spricht man von PDF/X-4. Wird auf ein externes Farbprofil verwiesen, wird die Variante PDF/X-4p genannt. Farbmanagement, CMYK, RGB, Graustufen und Sonderfarben werden unterstützt. Außerdem sind PDF-Transparenzen und weitere optionale Inhalte wie JPEG2000, 16-Bit-Bilddaten und OpenType-Fonts erlaubt.[7]

- ISO 15930-8: PDF/X-5 basiert auf PDF 1.6 und unterstützt sowohl eingebettete als auch extern referenzierte Elemente. Zusätzlich zu den Möglichkeiten von PDF/X-4 können auch Mehrkanal-ICC-Profile verwendet werden.[8]

- ISO 15930-9: PDF/X-6 basiert auf PDF 2.0 und unterstützt schon von PDF 2.0 aus Mehrkanal-ICC-Profile einschließlich als Spektraldaten formatierte Sonderfarben (CxF/F-4). Es wurde auf maximale Konformität mit PDF/A-4 und PDF/VT-3 geachtet.[9]